# غييرمو مولينس
غييرمو فيديريكو مولينس بالميرو (بالسويدية: Guillermo Federico Molins Palmeiro) هو لاعب كرة قدم سويدي من أصل أورغواياني في مركز الهجوم ولد في يوم 26 سبتمبر 1988 في مدينة مونتفيدو عاصمة الأوروغواي، يلعب حالياً مع نادي باناثينايكوس في اليونان وسبق له اللعب مع نادي غويزهو رينهي في الصين ونادي مالمو في السويد وريال بيتيس في إسبانيا ونادي أندرلخت في بلجيكا، كما لعب مع منتخب السويد لكرة القدم من سنة 2011 إلى سنة 2014 في 6 مباريات دولية وسجل بها هدف واحد ويبلغ طول اللاعب 186 سم.

## روابط خارجية
- غييرمو مولينس على موقع اتحاد النرويج (النرويجية)
- غييرمو مولينس على موقع اتحاد السويد (السويدية)
- غييرمو مولينس على موقع قاعدة بيانات كرة القدم.إي يو (الإنجليزية)
- غييرمو مولينس على موقع ناشيونال فوتبول تيمز (الإنجليزية)
- غييرمو مولينس على موقع Soccerway.com (الإنجليزية)
- غييرمو مولينس على موقع عالم كرة القدم.نت (الإنجليزية)
- غييرمو مولينس على موقع AS.com (الإسبانية)